# Odum (Géorgie)
Pour les articles homonymes, voir Odum.
Odum est une ville américaine située dans le Comté de Wayne, en Géorgie. Selon le recensement de 2020, sa population est de 463 habitants.